# أليكساندرو بودنار
أليكساندرو بودنار هو نبال روماني، ولد في 28 يونيو 1990.

## وصلات خارجية
- أليكساندرو بودنار على موقع أوليمبيديا (الإنجليزية)